# Lucas José Obes
Lucas José Obes (Buenos Aires, 1782 — Niterói, 7 de novembro de 1838) foi um político uruguaio, nascido na Argentina. Foi um dos principais protagonistas na luta pela Independência do Uruguai, em reação à Independência do Brasil.

## Biografia
Lucas José Obes nasceu em Buenos Aires, filho de Miguel de Obes e Plácida Álvarez. Estudou teologia no Colegio Nacional de Monserrat, em Córdova, concluindo seus estudos com uma formação em direito em Madrid. De lá retornou em 1804 ao Rio da Prata, fixando-se em Montevidéu. Mais tarde retornou à sua cidade natal, onde foi assessor do vice-rei Baltasar Hidalgo de Cisneros e manteve contato, antes e depois da Revolução de Maio, com Mariano Moreno.
Em 1810 retornou a Montevidéu, foi preso pelo governador Gaspar de Vigodet, enviado preso para a Espanha, desembarcando mais tarde em Londres.
Em 1814 retornou à América do Sul, na Banda Oriental do Uruguai, antes de mudar-se novamente para Buenos Aires. Em razão de uma ocorrência dubiosa foi novamente preso por algumas semanas.
Após ser solto mudou-se novamente para Montevidéu. Lá apoiou o movimento de independência do Uruguai, onde foi ministro das finanças nos governos de Juan Antonio Lavalleja e de José Rondeau.
Foi eleito deputado às Cortes de Lisboa pela Província Cisplatina, com instruções de que na sua viagem a Lisboa passasse pelo Rio de Janeiro, e que obedecesse ao que o Príncipe Regente ordenasse. Este determinou que ficasse como Procurador Geral da Cisplatina, em 1822. De 20 de dezembro de 1833 a 7 de janeiro de 1835 foi ministro do exterior do Uruguai